# GJ 436 b
GJ 436 b (Awohali) – planeta pozasłoneczna obiegająca gwiazdę GJ 436, której obecność wykryto w roku 2004 na podstawie obserwacji ruchów gwiazdy macierzystej. Jest to tzw. gorący neptun – planeta o masie zbliżonej do masy Neptuna, ale jej orbita znajduje się bardzo blisko gwiazdy centralnej. W momencie odkrycia była jedną z najmniejszych znanych planet pozasłonecznych. Na jeden obieg GJ 436 b potrzebuje tylko 2 dni 15 godzin i 30 minut.

## Nazwa
Gwiazda ma nazwę własną Awohali, która została wybrana w konkursie NameExoWorlds zorganizowanym w 2022 roku przez Międzynarodową Unię Astronomiczną. Nazwa ta oznacza „orzeł” w języku Czirokezów (czirokeski ᎠᏬᎭᎵ). Spośród nadesłanych propozycji zwyciężyła nazwa Awohali dla planety i Noquisi dla gwiazdy.

## Charakterystyka

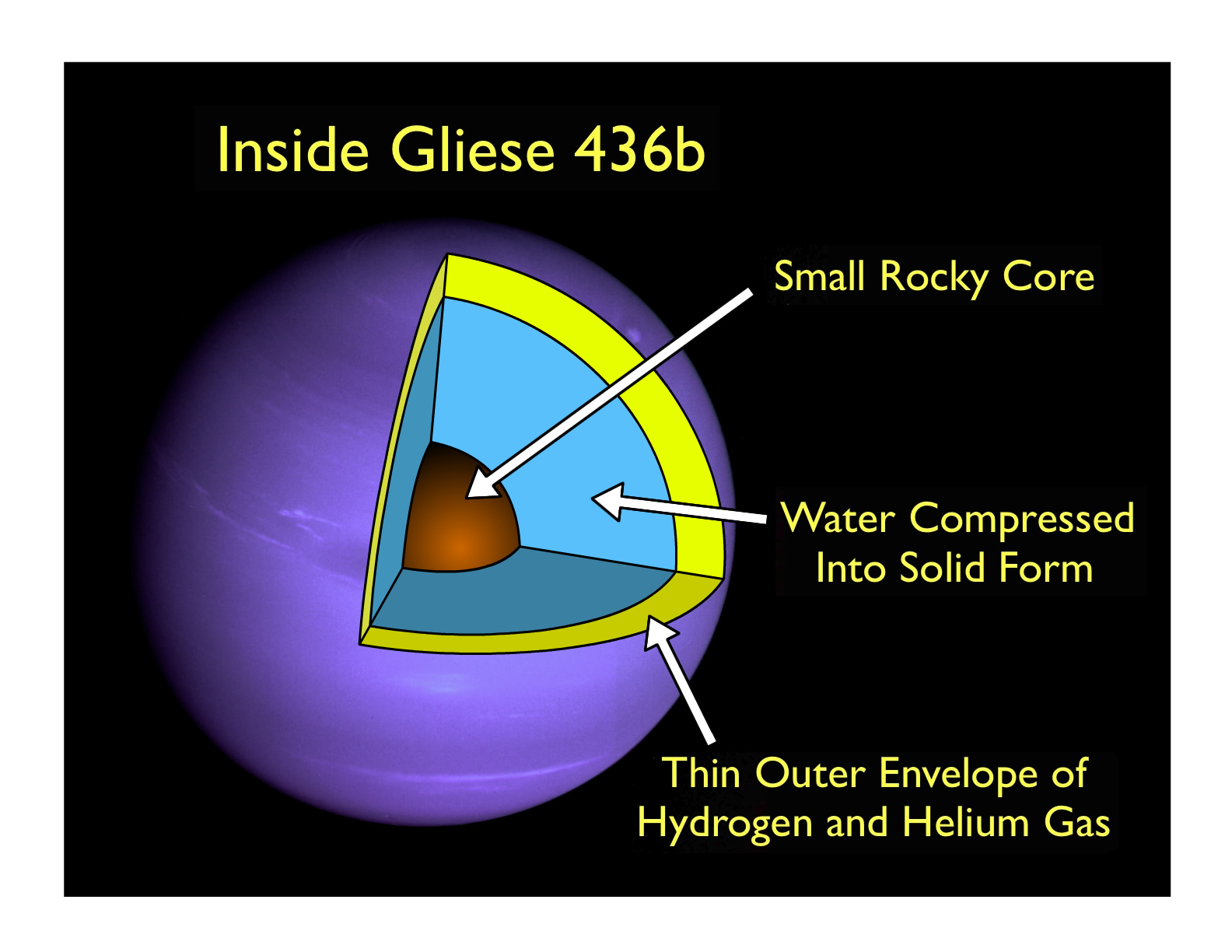
Przypuszczalna budowa wewnętrzna planety: małe skaliste jądro otoczone jest płaszczem lodowym, a atmosferę tworzy mieszanka wodoru i helu.

Obserwacje tranzytu planety w 2007 r. pozwoliły zmierzyć średnicę planety, na podstawie zmian blasku gwiazdy. Wynik pomiaru (około 50 tys. km) pokazuje, że planeta również pod względem rozmiarów jest bardzo zbliżona do Neptuna. Wydaje się zatem mało prawdopodobne, by GJ 436 b była wielką planetą skalistą. Najprawdopodobniej planeta zbudowana jest głównie z wody, z atmosferą złożoną z pary wodnej, wodoru i helu. Przypuszczalnie powstała ona na skutek migracji planety typu Neptuna bliżej gwiazdy, w początkach istnienia układu. Obserwacje tranzytu w czerwcu 2015 roku wykazały, że widzialny blask gwiazdy spada zaledwie o 0,7%, ale jej światło ultrafioletowe jest osłabiane o ponad 50%. Spadek jasności UV rozpoczyna się na dwie godziny przed początkiem tranzytu, a kończy trzy godziny po nim. Prawdopodobnie ogrzewana przez gwiazdę atmosfera planety „paruje”. Przede wszystkim ulatnia się wodór (silnie pochłaniający ultrafiolet), który otacza planetę ogromną chmurą, wyciągniętą wzdłuż orbity na kształt kometarnego warkocza.
Zmierzona przez Kosmiczny Teleskop Spitzera temperatura powierzchni planety – ok. 440 °C – jest wyższa, niż na to wskazywały oszacowania biorące pod uwagę tylko ogrzewanie przez gwiazdę (ok. 570 K, czyli 300 °C). Prawdopodobnie przyczyną tego jest efekt cieplarniany, związany z dużą zawartością pary wodnej w atmosferze. Badania spektroskopowe prowadzone przy użyciu Teleskopu Spitzera wykazały, że na planecie występuje oprócz niej tlenek i ditlenek węgla, ale równocześnie stwierdzono brak metanu, co było nieoczekiwanym wynikiem.